# Casa natală Crișan din Crișan

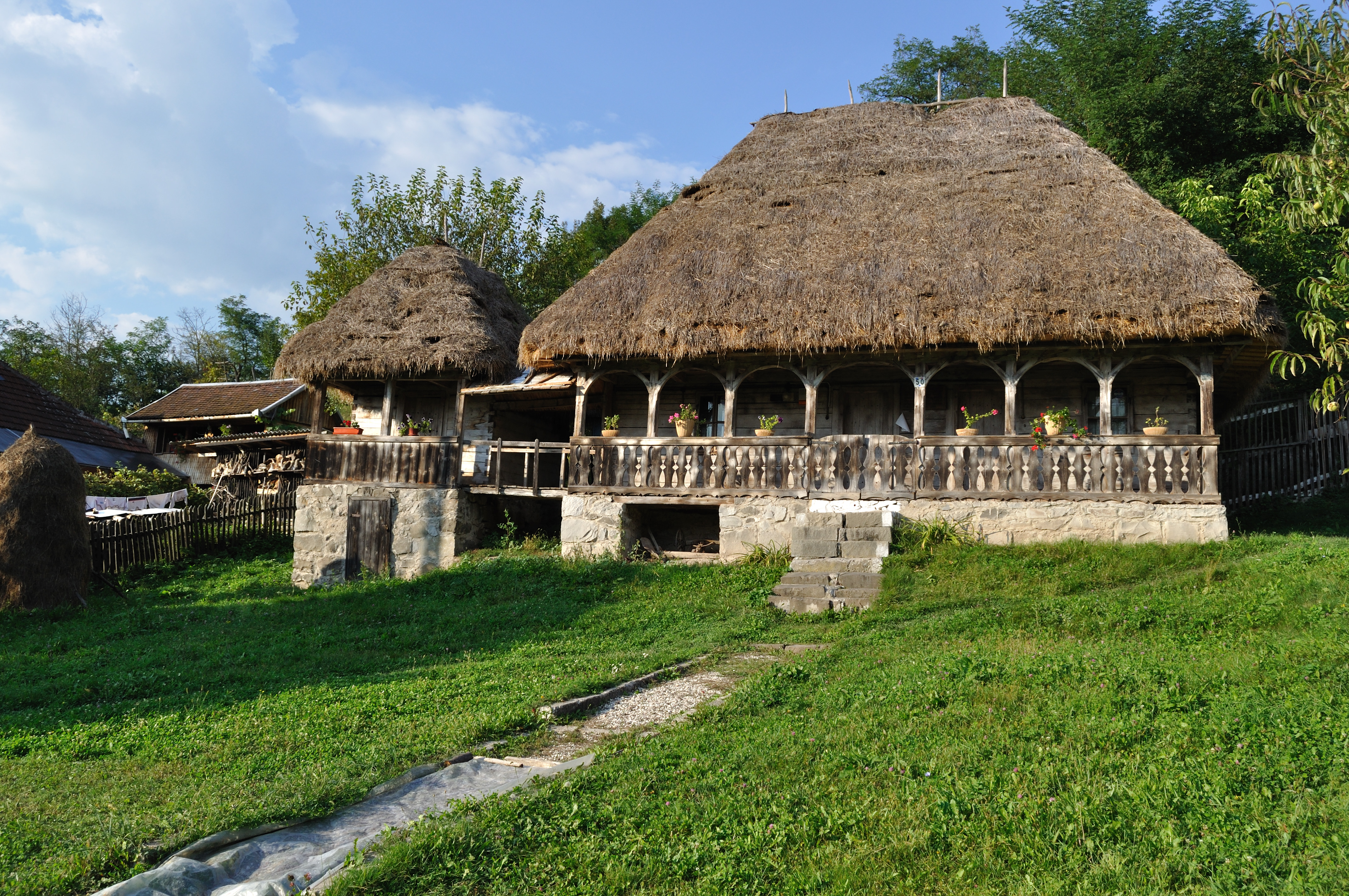
Casa natală Crișan, sat Crișan, comuna Ribița, județul Hunedoara, foto: septembrie 2010.

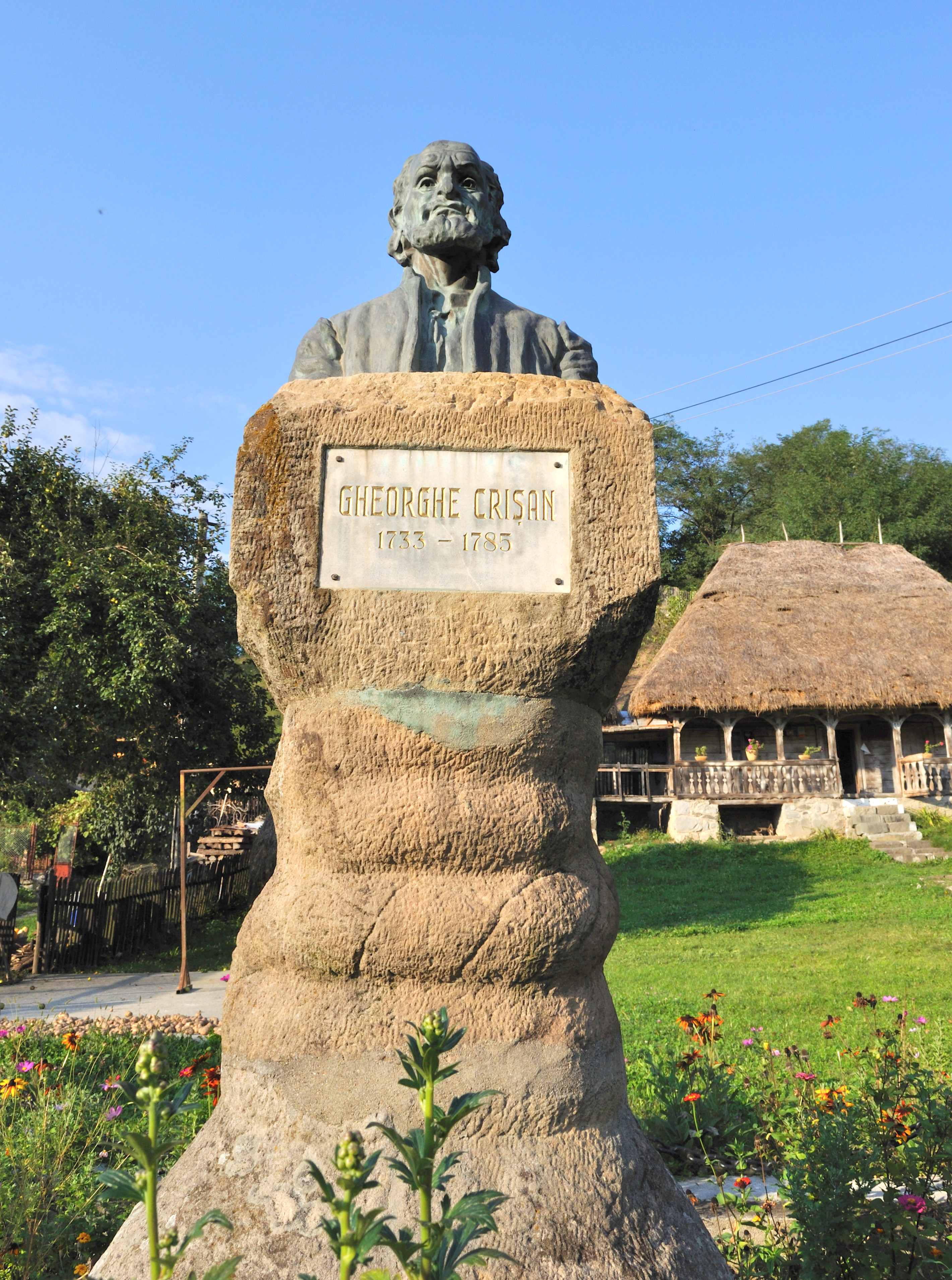
Bustul lui Crișan realizat de sculptorul Marcel Olinescu

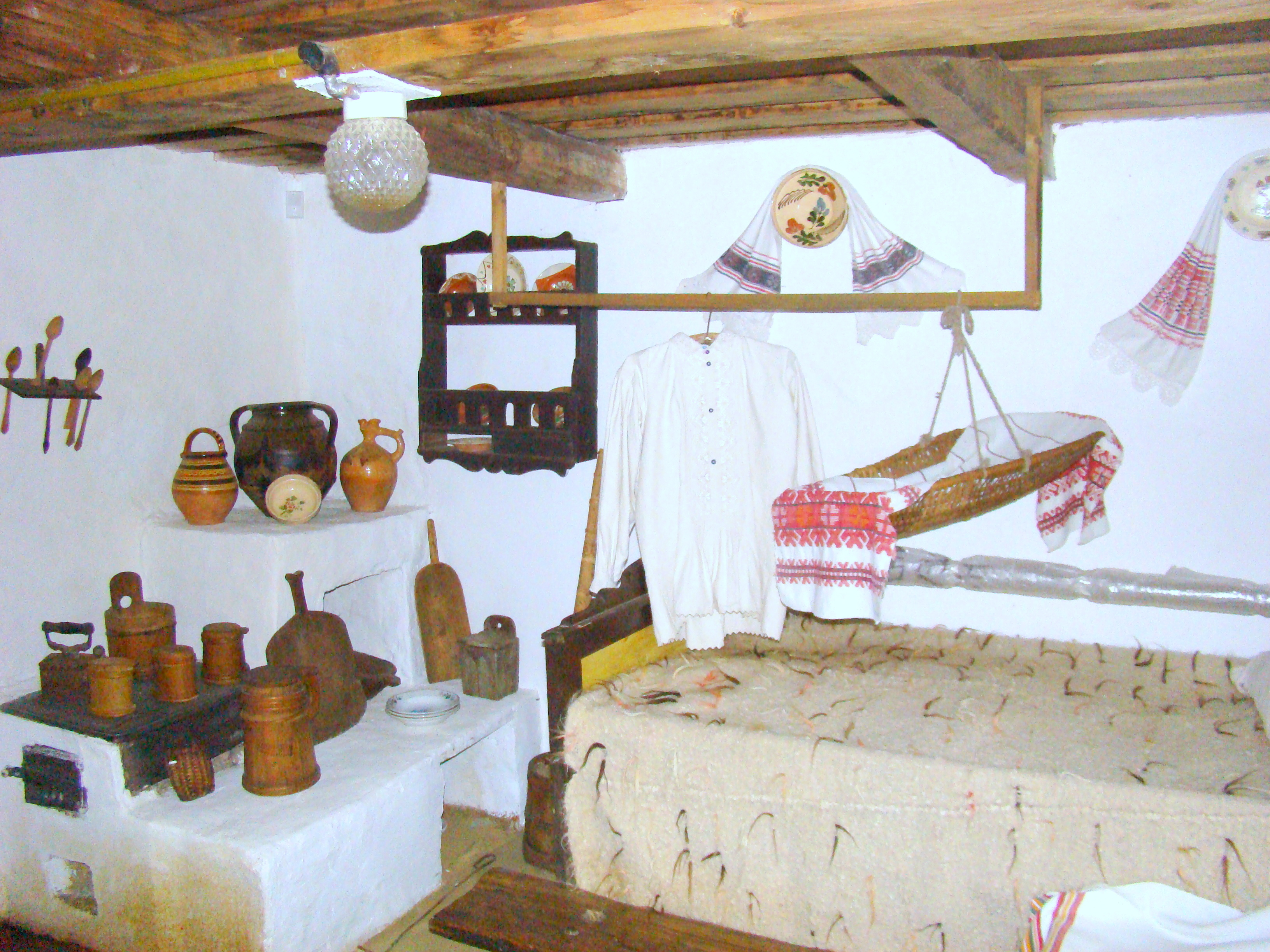
Interior

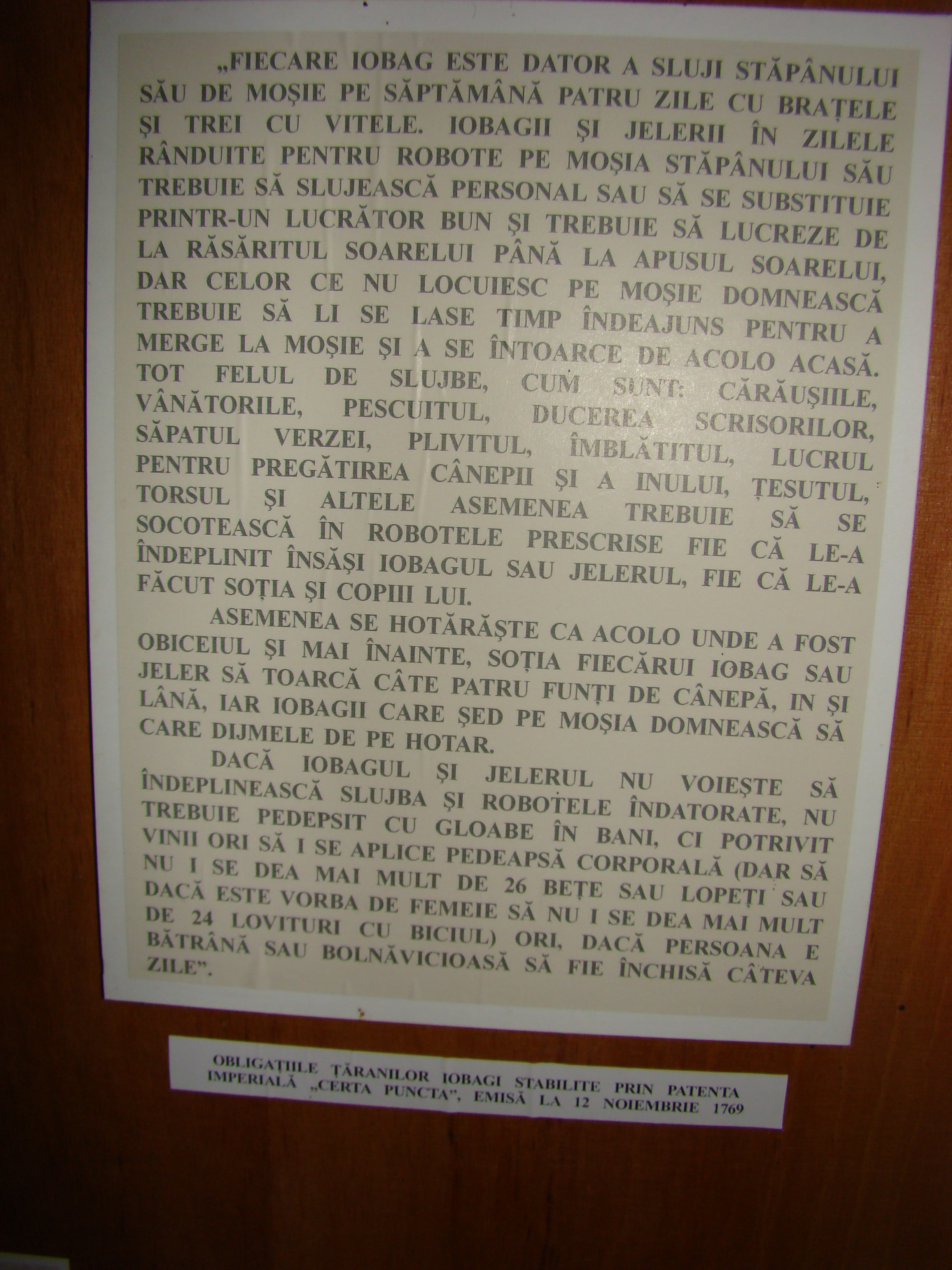
Obligațiile țăranilor iobagi stabilite prin patenta imperială „Certa Puncta” emisă la 12 noiembrie 1769

Casa natală Crișan se află în satul cu același nume (fost Vaca, în maghiară Váka) din județul Hunedoara. Este monument istoric, cod LMI HD-IV-m-B-03491.

## Istoric și trăsături
Casa memorială Crișan a fost reconstruită în anul 1979, după o fotografie publicată de către istoricul Ioan Lupaș în anul 1934. Clădirea are aspectul unei case țărănești din secolul al XVIII-lea. Sunt expuse în cele două încăperi și în anexe piese de etnografie din zona Ribița (un interior de casă moțească), obiecte reprezentative pentru istoria localității în care s-a născut Gheorghe Crișan, arme albe și de foc din secolul al XVIII-lea, material foto-documentar referitor la răscoala țăranilor români din Transilvania din 1784–1785.
Respectând arhitectura specifică a începutului de secol XVIII, clădirea are fundația din piatră, iar cele două camere și cămara sunt din bârne de lemn, casa fiind acoperită cu paie. Târnațul cu stâlpi cu arcade și acoperișul cu paie îi dau acestei case un farmec deosebit. Într-o primă cameră sunt prezentate succint câteva date și documente privitoare la istoria locală, contextul economico-social din Transilvania în preajma Răscoalei și principalele evenimente legate de aceasta. Este subliniată contribuția lui Crișan la aceasta mare ridicare a românilor transilvăneni pentru drepturi sociale și naționale și tragicul sfârșit al celor trei conducători-Horea, Cloșca și Crișan. A doua cameră este o încercare de reconstituire a unui interior de casă de secol XVIII, iar în cămară sunt expuse obiecte și unelte specifice epocii și locului.  
În fata Casei memoriale se găsește bustul lui Crișan, opera a sculptorului Marcel Olinescu, lucrarea fiind realizată în anul 1929. 
Gheorghe Giurgiu s-a născut în anul 1732 în localitatea Vaca (astăzi satul Crișan, comuna Ribița, județul Hunedoara). A fost unul dintre conducătorii răscoalei țăranilor români din Transilvania, conducând țăranii din Zarand, apoi din Câmpeni, Abrud și Cricău. Au luptat împotriva trupelor austriece, însă superioritatea forței militare austriece a suprimat răscoala. Crișan a fost prins pe 30 ianuarie 1785 și închis la Alba Iulia, urmând a fi judecat și condamnat la moarte. S-a sinucis în celula sa la 13 februarie 1785, sugrumându-se cu nojițele de la opinci

## Galerie de imagini

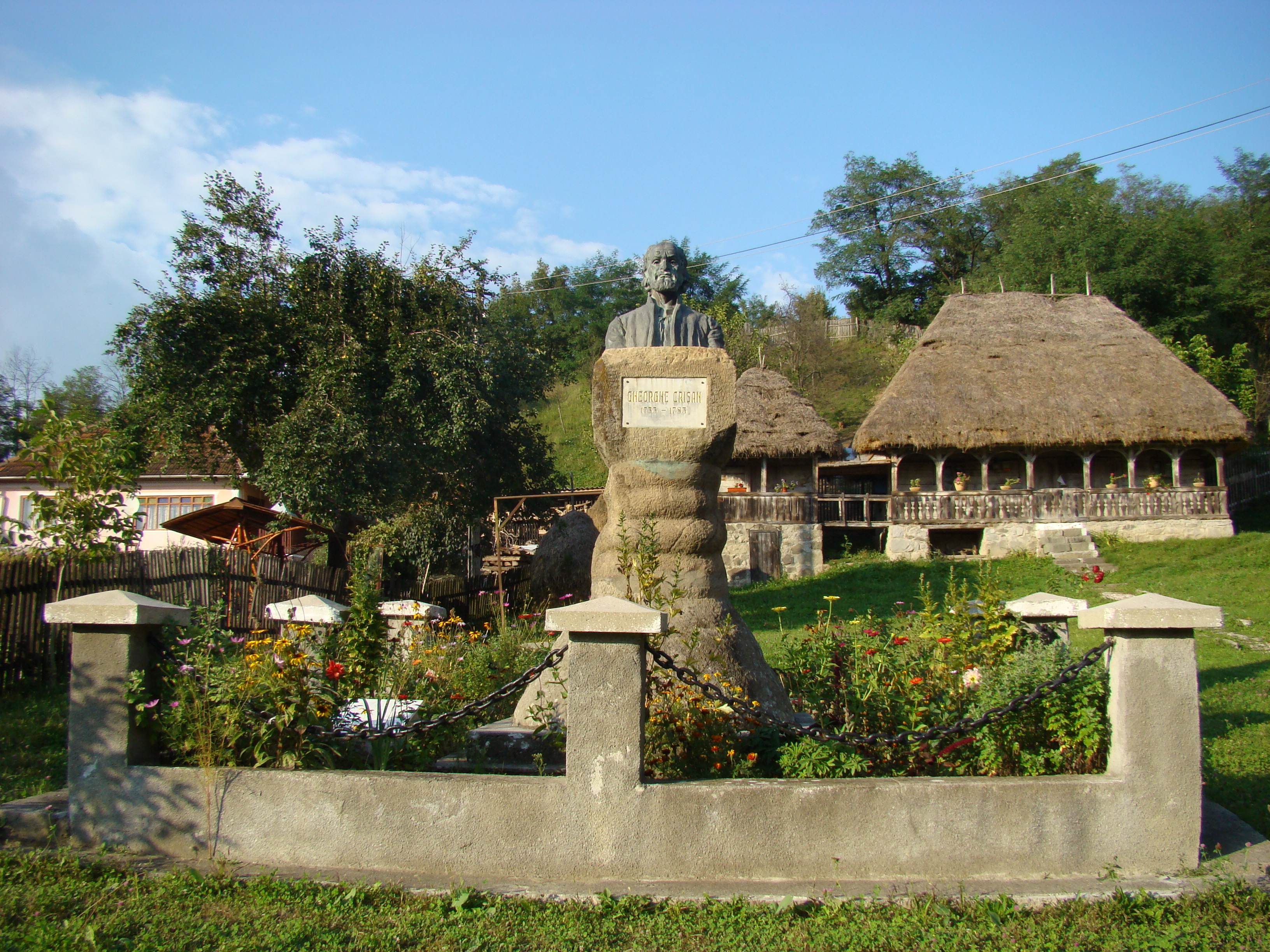
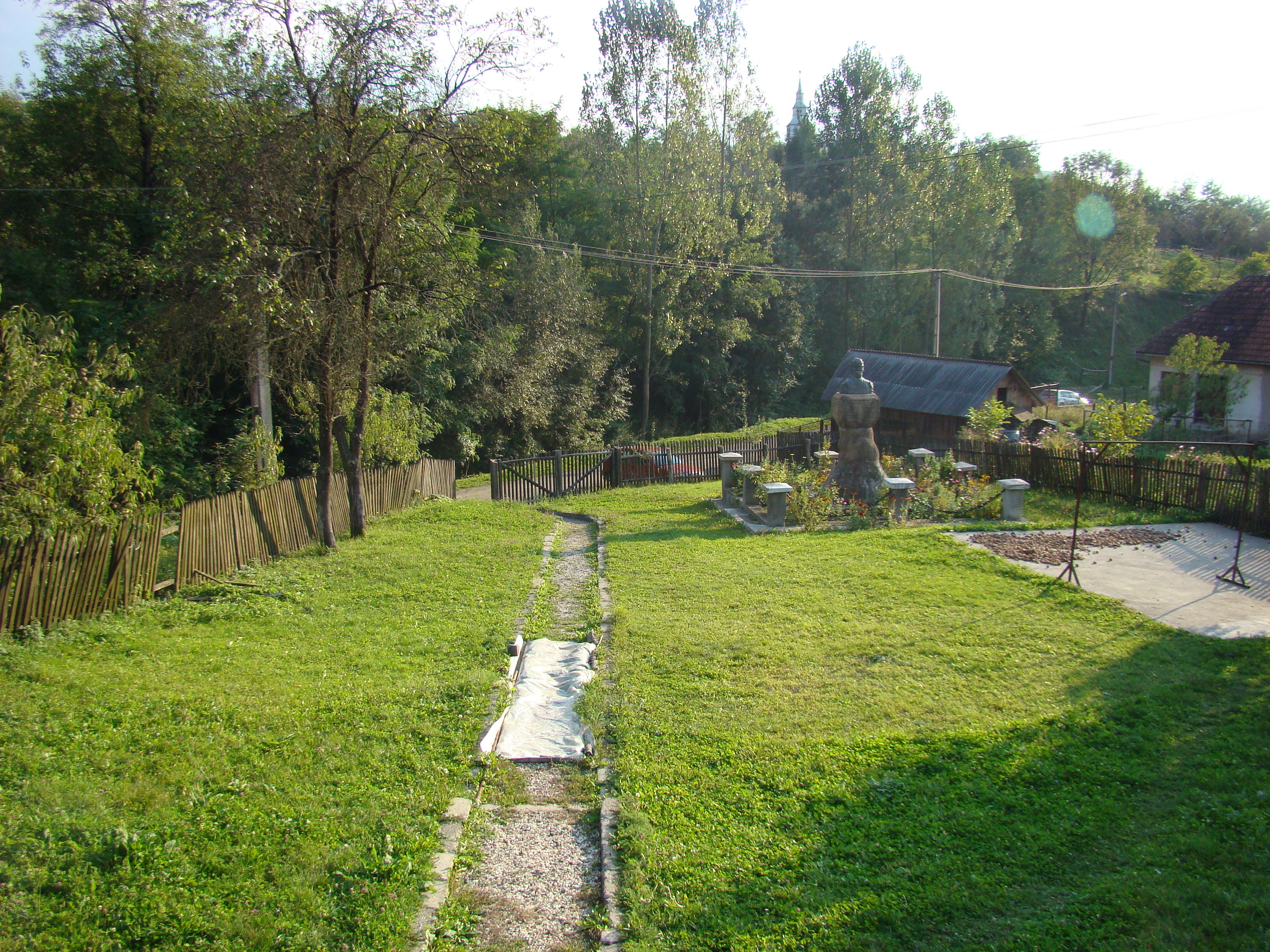
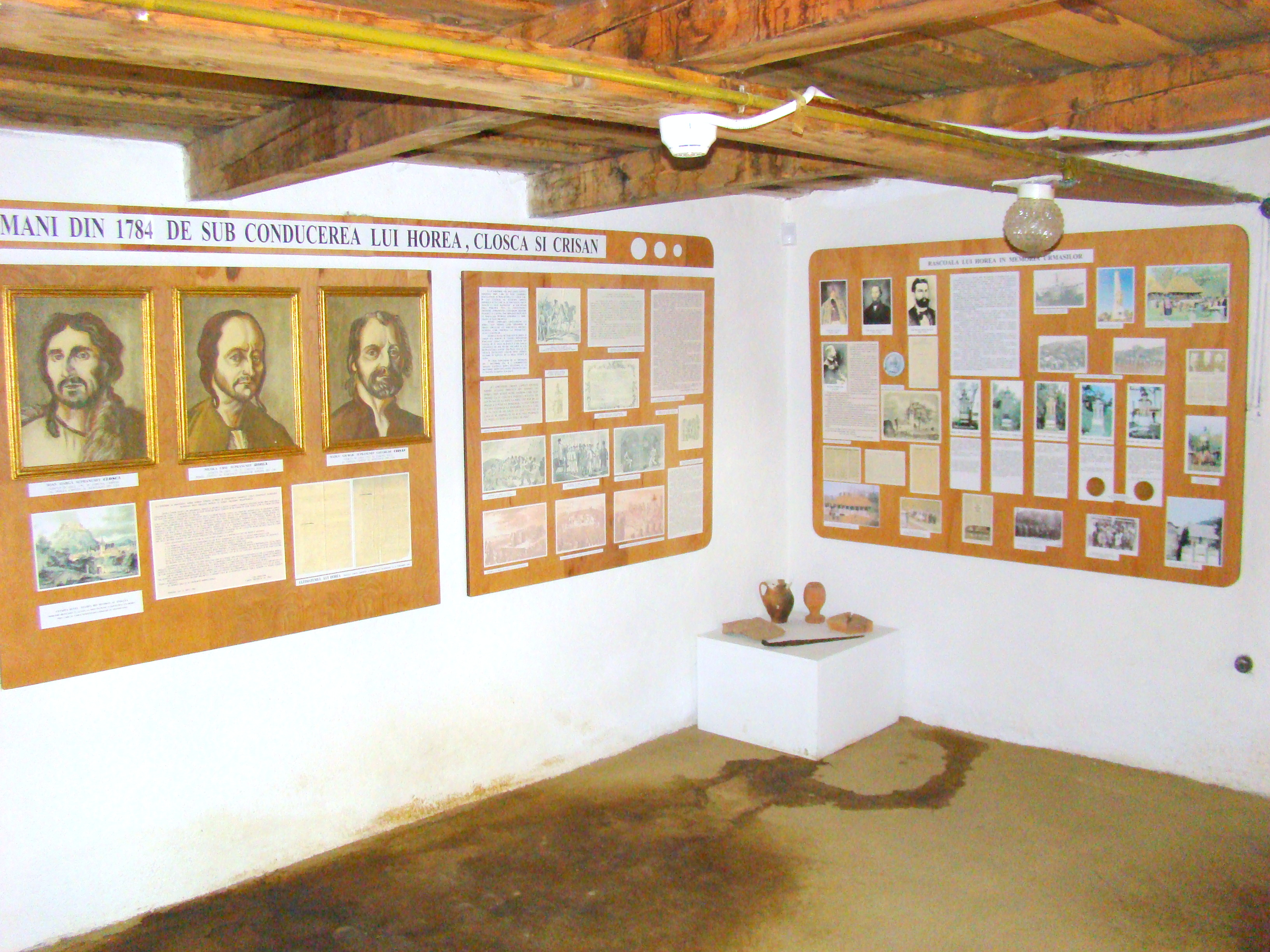
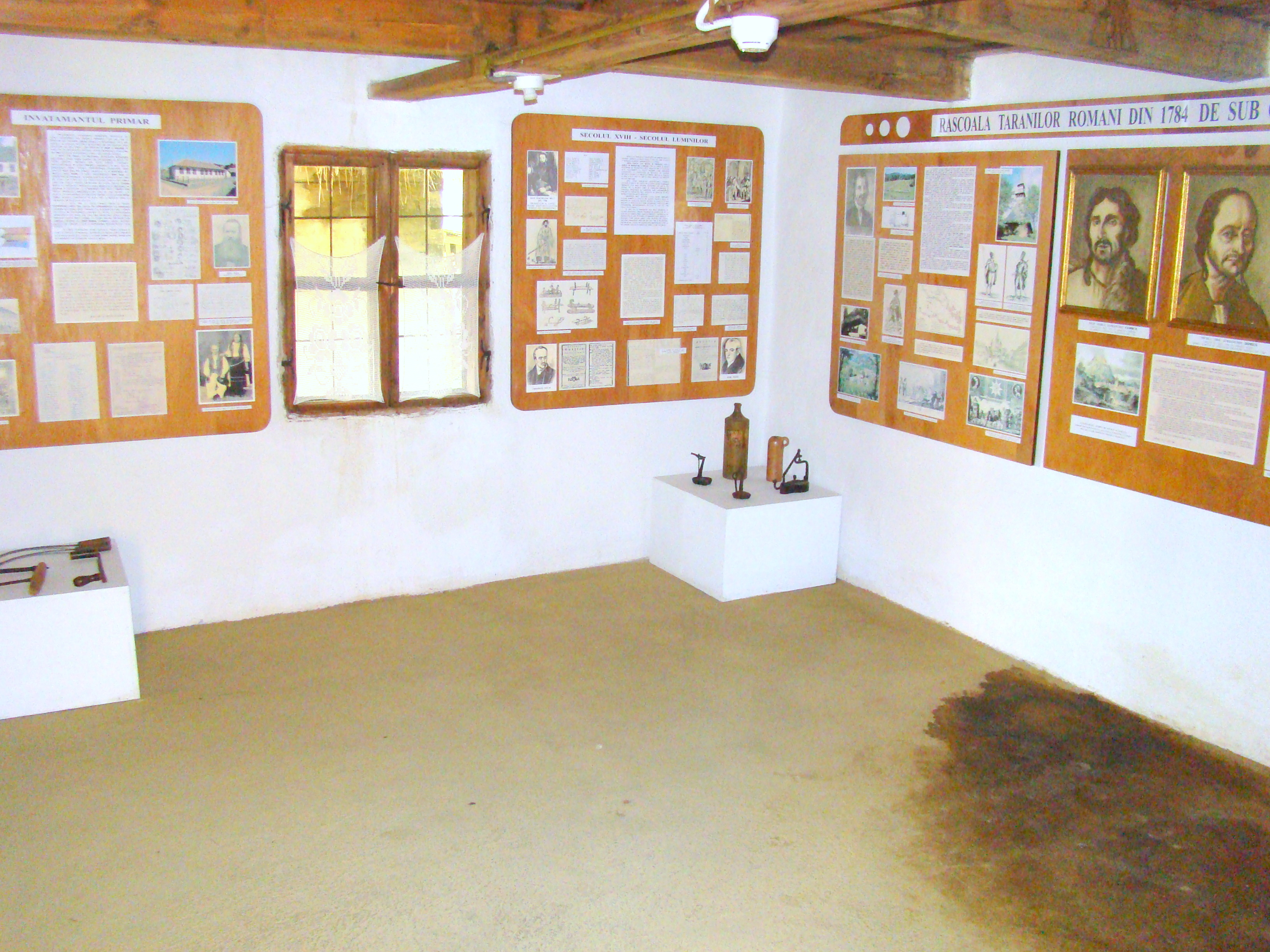
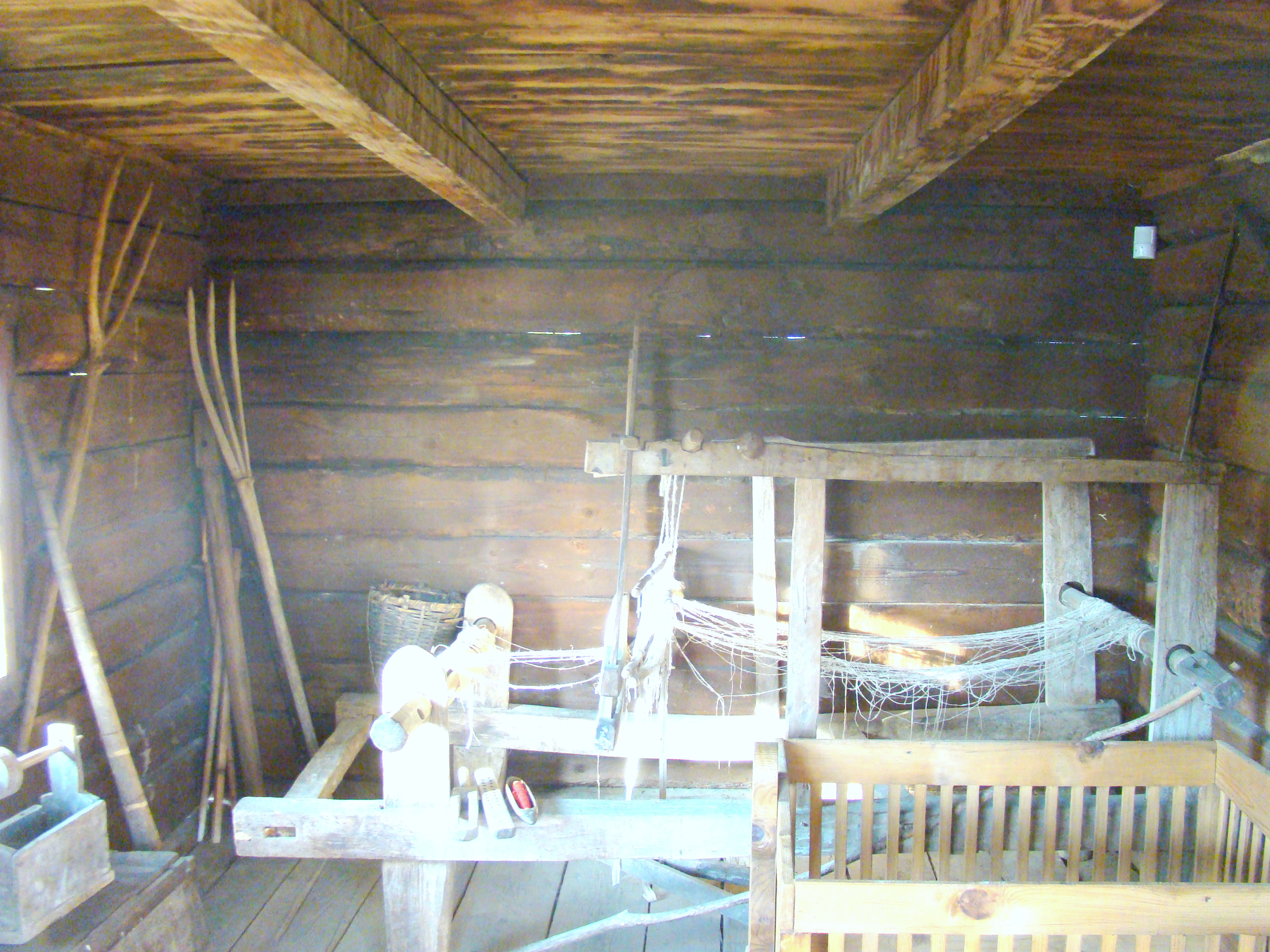
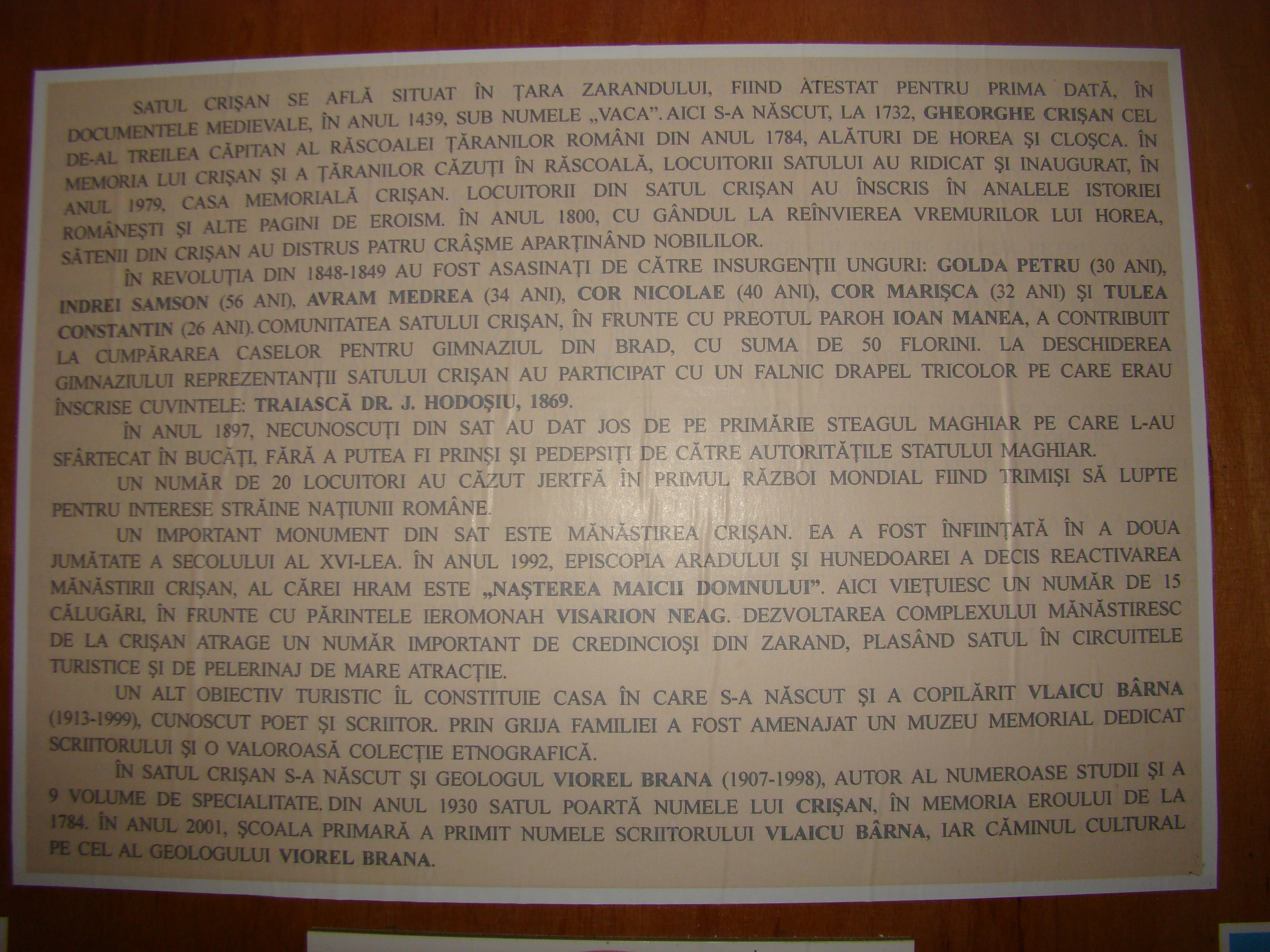
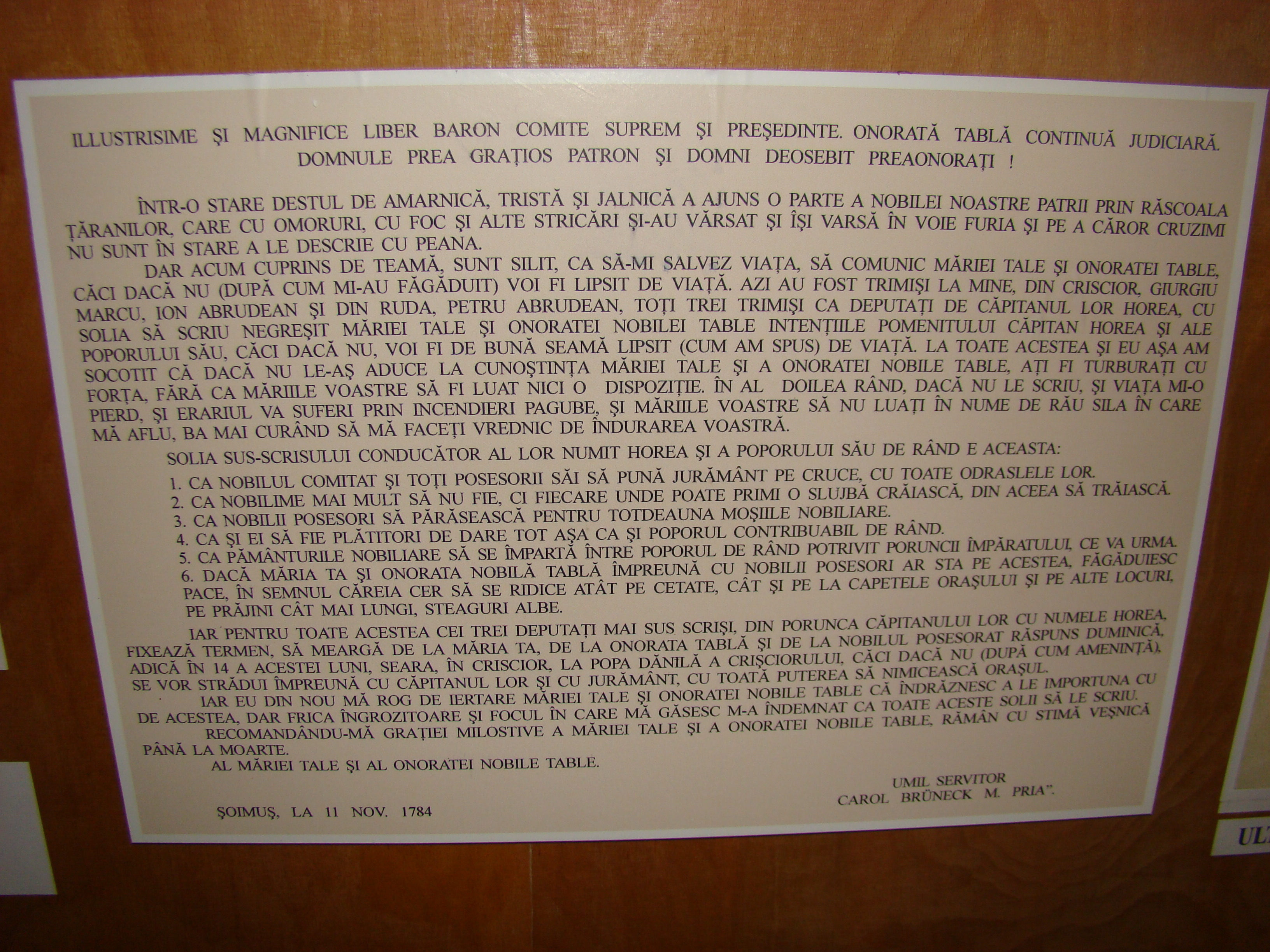
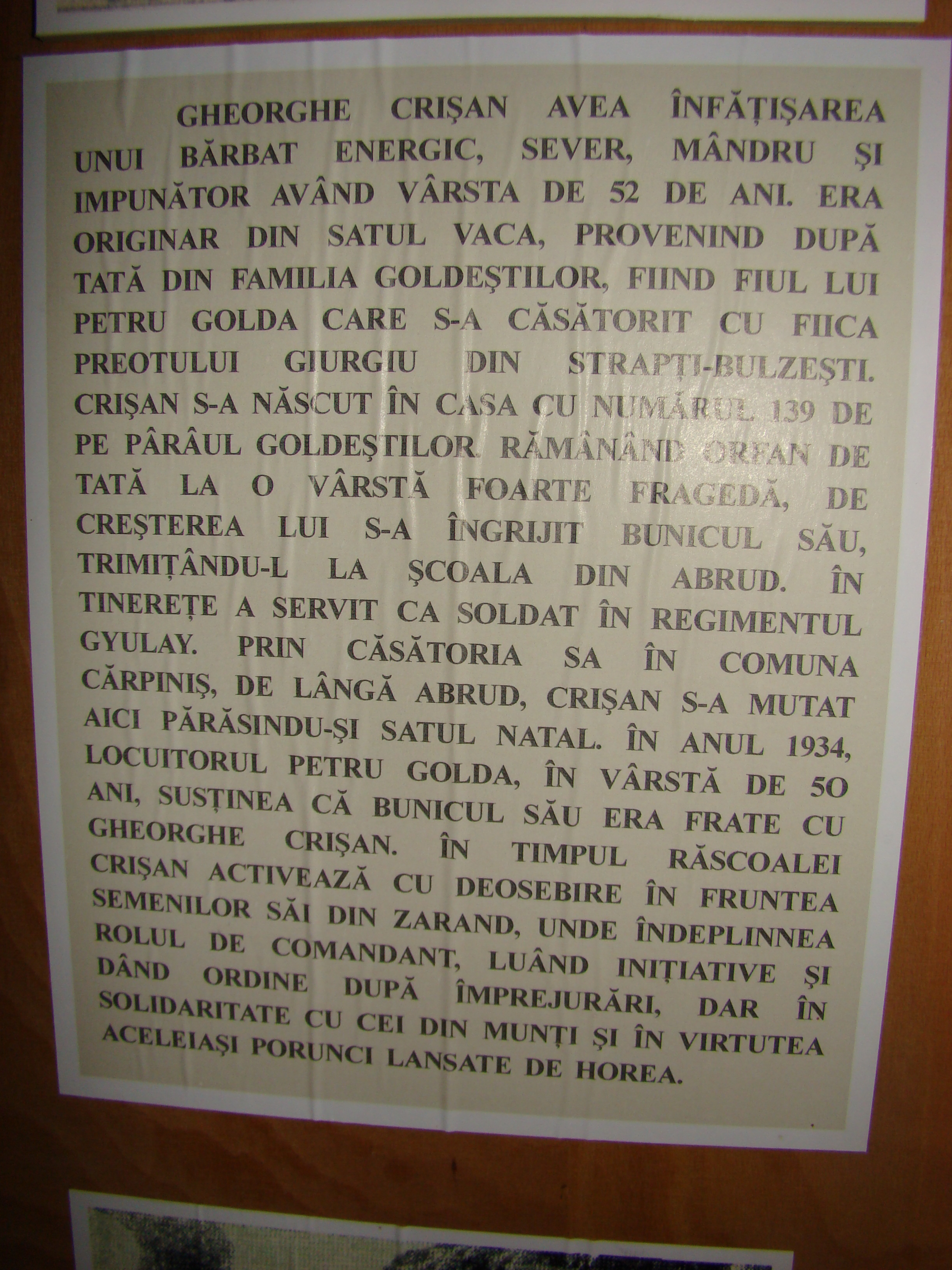
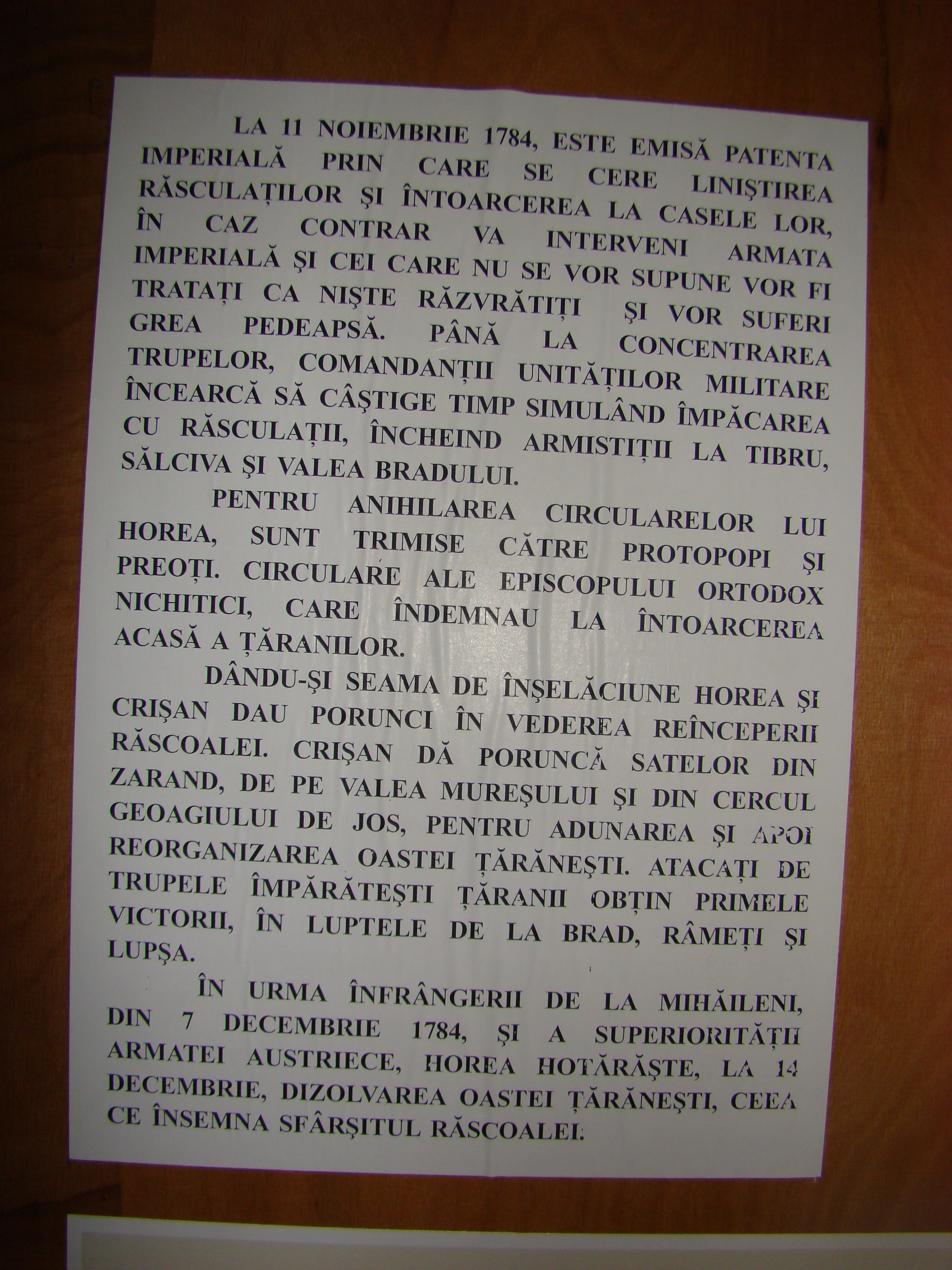
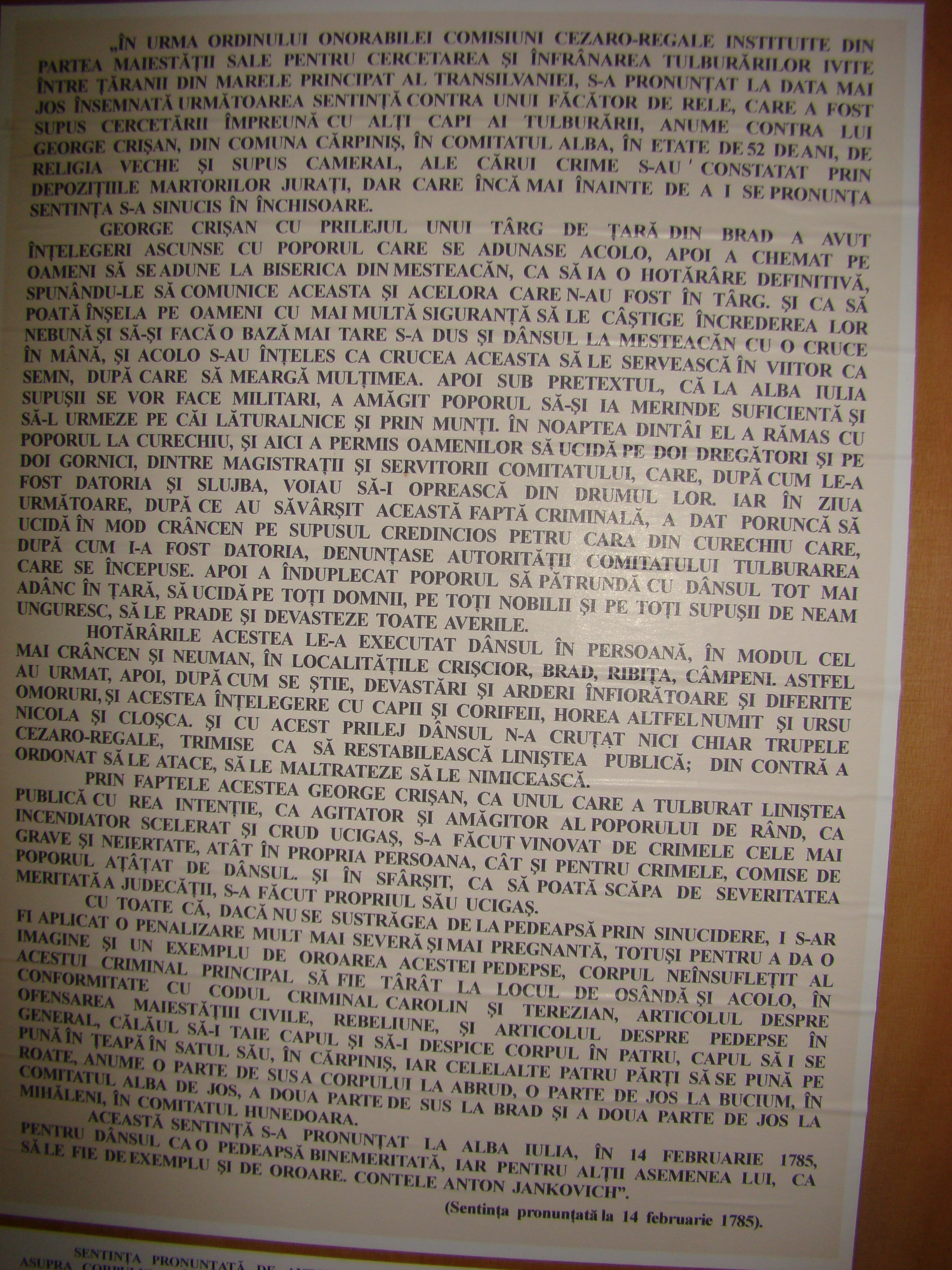
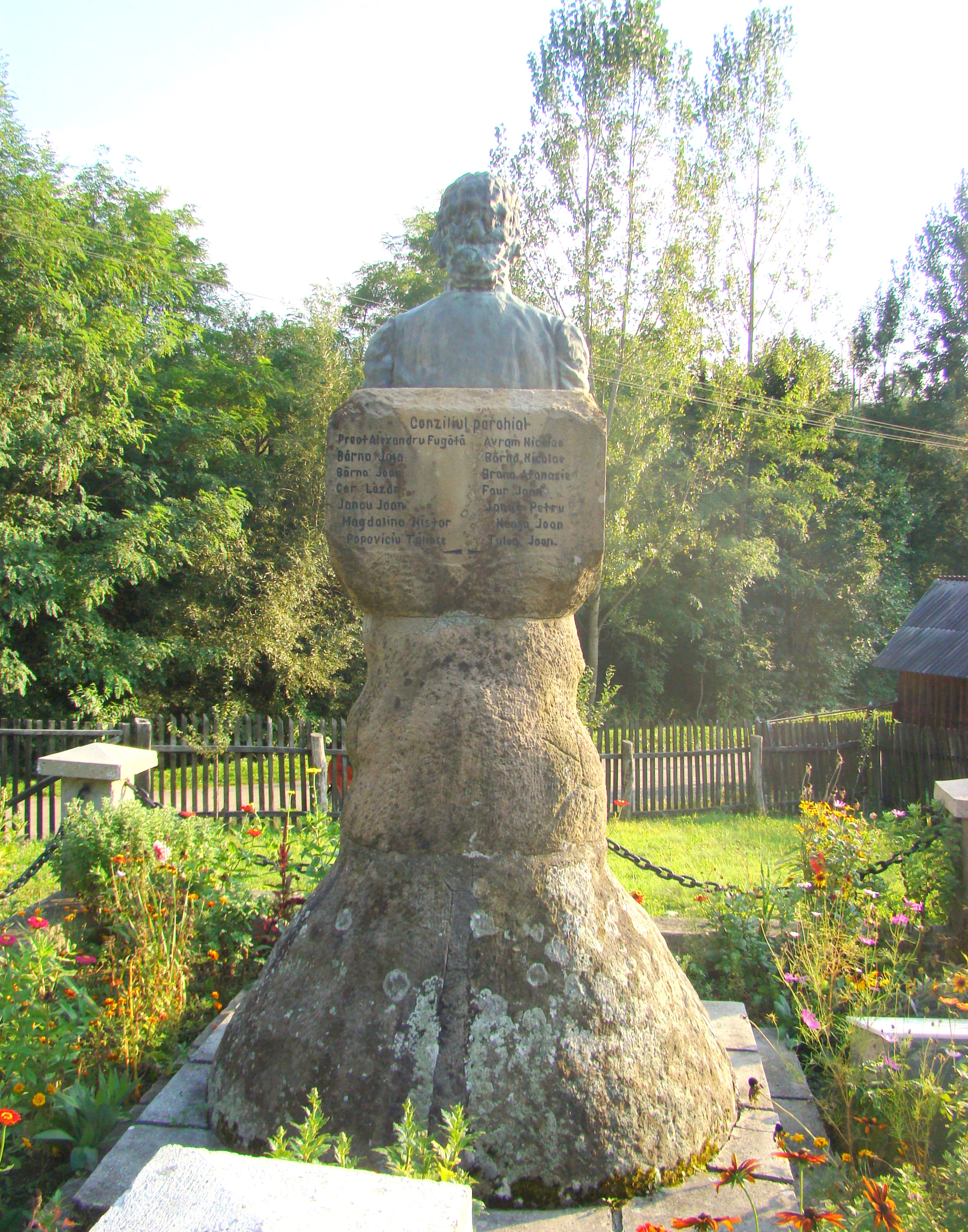
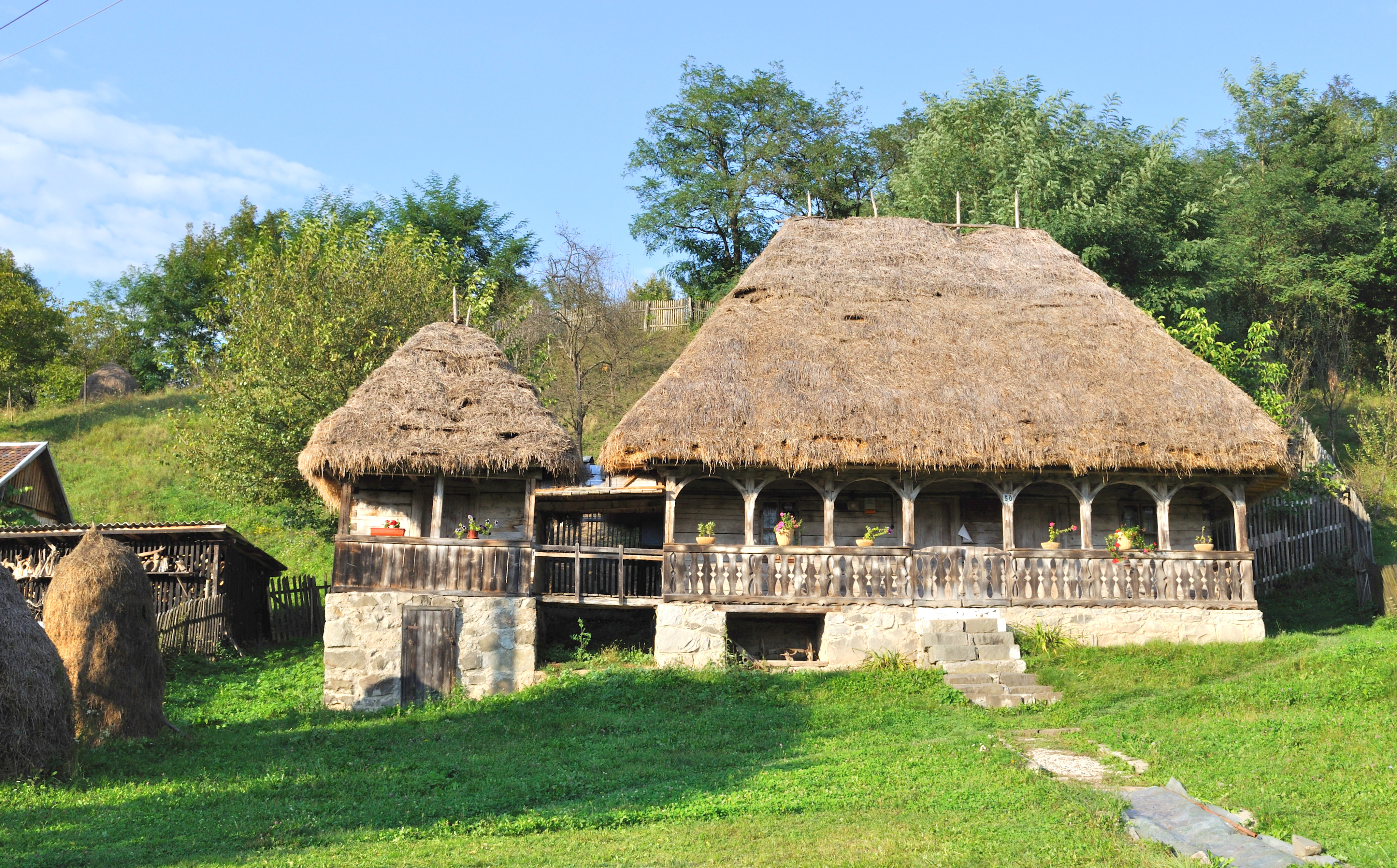